# George Foreman
George Edward Foreman (Marshall, Texas, 10 de enero de 1949-Houston, Texas, 21 de marzo de 2025) fue un boxeador estadounidense, dos veces campeón del mundo en la categoría peso pesado. Apodado Big George se convirtió en empresario y reverendo de su propia iglesia. La International Boxing Research Organization (IBRO) lo ha clasificado entre los 10 mejores pesos pesados de la historia.

## Biografía

### Primeros años y aficionado
Foreman nació en Marshall, Texas. Durante su juventud, tuvo constantes desencuentros con la ley. Más tarde, se instaló en Oregón donde fue conocido por su actitud beligerante, empezando a frecuentar gimnasios de combate de la zona. A los 19 años, consiguió la medalla de oro en los Juegos Olímpicos de México 1968. Cuando estuvo recogiendo la medalla y con la bandera estadounidense en la mano, un pequeño grupo de atletas afroamericanos lo silbaron por considerarlo un traidor de la causa afrodescendiente. Otros, especialmente la comunidad conservadora, aclamaron su comportamiento en una época de confrontación racial en los Estados Unidos.

### Profesional

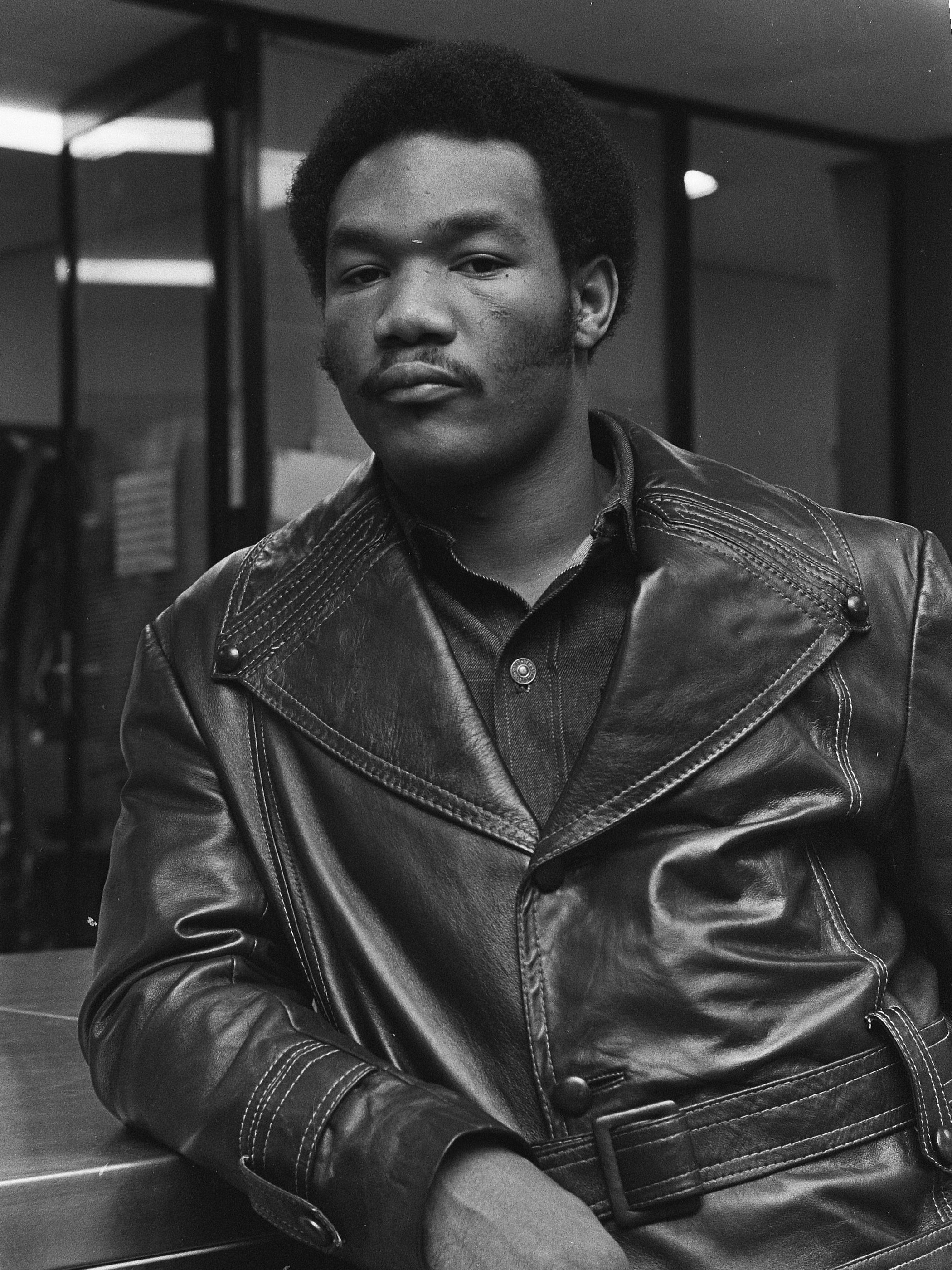
Foreman en 1973.

Se convirtió en profesional en 1969, Su debut no pudo ser mejor ganando por K.O. a Donald Walheim en tres asaltos en Nueva York. Tuvo un total de 13 combates ese año, todos con victoria y 11 de éstos consiguiendo el K.O. del contrario. El más impresionante, el triunfo ante Cookie Wallace, en tan solo 23 segundos.
En 1970, siguió su carrera victoriosa con 12 combates con un balance de 12 triunfos, 11 de ellos por K.O.. Algunos de ellos de tanta envergadura como Gregorio Peralta, George Chuvalo, Charlie Polite o Boone Kirkman. Una racha que siguió en 1971 (7 victorias de siete combates). Así fue como Foreman se convirtió en uno de los máximos aspirantes a conseguir el título mundial del WBA y del WBC.
Y esa oportunidad llegó el 22 de enero de 1973, cuando se enfrentó al campeón de los pesos pesados Joe Frazier en Kingston, Jamaica. El combate no tuvo historia ya que Foreman tumbó en seis ocasiones al campeón en los dos primeros asaltos, luego de levantarse de la sexta caída, Frazier estaba conmocionado por el castigo que estaba recibiendo y el árbitro detuvo el combate. A partir de ahí, Foreman se convirtió en campeón, pero con la imagen durante todo este tiempo de un tipo agresivo, y como el ejemplo del campeón antisocial. Eran frecuentes sus desplantes, especialmente ante la prensa. 
A pesar de todo, Foreman defendió el título en un par de ocasiones antes de perderlo por primera vez. El primer combate sería en Tokio contra el púgil puertorriqueño José King Roman. Un combate que no tuvo historia, ya que Foreman se deshizo de él en tan solo 55 segundos, el K.O. más rápido en la historia entre aspirante y campeón. El siguiente, sobre el papel, tenía que ser más complicado. En el Poliedro de Caracas, Big George se enfrentó con Ken Norton, un notable boxeador que tenía entre sus méritos el haber roto la mandíbula nada más ni nada menos que a Muhammad Ali y haberle ganado por puntos un año antes. De todas maneras, Norton no fue el mismo ante Foreman en Caracas. El texano ganó a su rival en tan solo dos asaltos. Durante ese tiempo, se consideró a Foreman como un portento físico y uno de los más grandes púgiles de la historia de este deporte.

### Foreman contra Ali
Pero su reinado se acabó en 1974. En el verano de ese año, Foreman se desplazó a Kinshasa (República Democrática del Congo (antes Zaire), donde debería combatir con Muhammad Ali, en uno de los legendarios combates de la historia del boxeo. Durante uno de los entrenamientos, Foreman sufrió un corte en un ojo, lo que le obligó a posponer el combate durante seis semanas. Mientras, Ali se dedicó a autopublicitarse y a buscar popularidad entre la población del Zaire, lo que dejó a Foreman la figura de antihéroe en este combate. Finalmente, Ali y Foreman se encontraron en el ring el 30 de octubre de 1974. 
Allí se encontraban un aspirante de 32 años pero con tremendo carisma (Ali) y el campeón aún imbatido (Foreman). El primer asalto fue por los cauces que todos esperaban. Ali, con su movimiento de piernas característico bailaba alrededor de Foreman. Pero a mediados del primer asalto, Ali se fue a las cuerdas y Big George alcanzaba con mucha facilidad el cuerpo del excampeón del mundo. Todo el mundo empezaba a pensar lo peor mientras que el entrenador de Ali, Ángelo Dundee no paraba de gritar a Ali para que no cometiera locuras. 
De todas maneras y a pesar de los golpes, la resistencia de Ali ante los golpes del campeón era prodigiosa. Todo ello en medio de un Estadio Nacional de Kinshasha totalmente volcado a favor del aspirante y gritando "¡Ali bomayé! ¡Ali bomayé!" ("¡Ali, mátalo!"). A medida que iban pasando los asaltos, la confianza y la fuerza de Foreman fue mermando ante la esperanza de un K.O. que no acababa de llegar. A todo ello se añadía, los actos cómicos de Ali y los improperios que lanzaba a Foreman en los descansos desde el rincón. Hasta que en el octavo asalto, Ali consiguió esquivar un último arsenal de golpes del campeón para empezar su contraataque. Una serie de imparables golpes envían a Foreman a las cuerdas, que evitaron su caída. Una izquierda en uppercut y una derecha recta inapelable ejecutadas por Ali hicieron que Foreman se fuera a la lona. El bombardero de Texas era más fuerte que Ali. Pero Muhamad Ali supo jugar sus cartas en Kinshasha mejor que el sureño. 
En 2007, y en las memorias de Foreman tituladas "God in my corner" (Dios en mi esquina), el púgil asegura que fue drogado antes del comienzo de la pelea frente a Ali. El excampeón explica que antes de que comenzara el combate, su preparador le dio a beber agua con sabor a medicina y que subió al ring con ese sabor en la boca.

### Después de Kinshasa
Amargado por la derrota, tardó un par de años en salir de una profunda depresión que estuvo a punto de provocar su retirada. Estuvo todo 1975 sin combatir y no volvería hasta el 1976 cuando se enfrentó a Ron Lyle en Las Vegas. Pero la agresividad de Foreman ya no era la misma y aunque ganó el combate, Lyle también daría un serio castigo al texano. 
En el siguiente, se reencontró con Joe Frazier en la reedición del combate que convirtió a Big George en campeón del mundo. Frazier tenía una cantidad de heridas debido al castigo que le había propinado Ali en Manila un año antes, entre ellos problemas de cataratas en uno de sus ojos. De todas maneras, y a pesar de los problemas de Frazier el combate se llevó a cabo, aunque también acabó con la victoria de Foreman por nocaut técnico en el quinto asalto. Los siguientes enfrentamientos de Foreman ante Scott Ledoux y Dino Dennis acabaron con victoria de Foreman por KO.

### Momentos para la retirada
En 1977, fue un año de cambio para la vida del campeón mundial. Después de noquear a Pedro Agosto en cuatro asaltos en Pensacola, Florida, Foreman viajó a Puerto Rico, donde peleó ante Jimmy Young en un combate a doce asaltos. El texano peleó con extrema cautela y ofreció guerra pero no pudo evitar que Young lo tumbara en el último asalto. En el vestuario, Foreman cayó enfermo, víctima del cansancio y de problemas con el corazón en lo que él mismo diría que sería "una experiencia cercana a la muerte". A partir de ese momento, Foreman se acercó a Dios, cambiando sus actitudes y dedicándose a la plegaría. El texano dejaría el boxeo ordenándose reverendo en una iglesia de Texas.

### Retorno
En 1987, 10 años después de su retirada, anunció su regreso al cuadrilátero con 38 años. Su primer combate sería en Sacramento, California, donde se vería las caras con el joven púgil Steve Zouski y al que vencería por K.O. en cuatro asaltos. A pesar de la victoria, muchos creyeron que la vuelta al cuadrilatero de Foreman era un tremendo error, pero él quería demostrar que la edad no era un problema para que la gente cumpliera sus sueños. Debido a la edad, la movilidad y la rapidez de Foreman no eran las mismas, pero la fuerza en sus golpes y su resistencia al paso de los asaltos eran dignas de ejemplo. Así, Foreman fue ganando combates y mejorando su estado de forma. En 1988, con nueve victorias en su bolsillo, no había nada que se cruzara ante el camino de Foreman. 
En 1989, Foreman se convirtió en empresario de productos cárnicos. Él y Ali se convirtieron en grandes amigos. Por lo que se refiere a su vida como púgil, siguió su senda de triunfos lo que le llevó a convertirse en el más serio aspirante al título de campeón mundial de los pesos pesados que en ese entonces poseía Evander Holyfield.
Esa oportunidad le llegó el 19 de abril de 1991 en Atlanta en lo que se llamó "El combate de las edades". Y es que se enfrentaba un aspirante de 42 años ante un campeón de 28. Muy pocos dieron oportunidades de victoria a Foreman pero no se descartaba nada. Foreman absorbió la primera combinación de Holyfield. Pero el veterano luchador se mostró como un rival duro de roer aguantando los doce asaltos e incluso haciendo balancear a Holyfield en el séptimo. Al final de la lucha, la victoria a los puntos fue para Holyfield, pero Foreman se ganó el respeto de todos por su valentía. 
Una nueva oportunidad de conseguir el título de los pesos pesados para Foreman se hizo realidad en 1993. El rival fue Tommy Morrison, un luchador conocido por su agresividad, y por ser sobrino del legendario actor John Wayne. Para frustración de Foreman y del público, Morrison se mostró impertinente ante su rival, despreciando los intercambios de golpes y, en ocasiones, dando la espalda a su rival. A pesar de todo, Foreman aguantó hasta el final, pero Morrison ganó el combate, alejando al veterano luchador del título mundial de los pesos pesados.

### Campeón del mundo
En 1994, llega el nuevo renacer de Foreman ante una nueva posibilidad de combatir como aspirante al título. Michael Moorer ganó a Holyfield en la lucha por el cinturón mundial de la IBF y la WBA. Foreman fue rechazado como aspirante por su edad y más después de su reciente derrota ante Morrison. Pero el texano consiguió que la justicia estadounidense le diera la razón por un caso de discriminación.
El combate tuvo lugar el 5 de noviembre en Las Vegas, Nevada. Durante los primeros nueve asaltos, Moorer movió y golpeó a Foreman con facilidad. Pero en el décimo, probó toda suerte de golpes hasta que una derecha envió a Moorer a la lona. Foreman volvía a ser campeón. Entre vítores y aplausos del público, Foreman se fue a la esquina, se arrodilló y empezó a rezar. 
Con su regreso victorioso, Foreman había batido dos marcas: el luchador más veterano que conseguía el título (45 años) y el púgil que había tardado más entre perder el cinturón y volverlo a recuperar (20 años). 
Poco después de su triunfo, quería luchar contra Mike Tyson. Pero la organización de la WBA quería que luchara primero contra otro aspirante Tony Tucker. Por desavenencias con el promotor Don King que quería controlar las veladas de los campeonatos mundiales, Foreman rechazó luchar con Tucker y obligó a la WBA a desposeerle de su cinturón de campeón. Poco después, la IBF propuso al alemán Axel Schulz aspirante al título. El combate acabó con victoria de Foreman a los puntos, pero con el campeón sangrando, por lo que la IBF ordenó la repetición del combate. Foreman se negó volver a Alemania y la IBF también desposeyó del cinturón de campeón a Foreman. Después de estos dos incidentes, el interés entre Foreman y Tyson desapareció al creer que el texano ponía excusas para mantener el título a toda costa. 

A partir de aquí, fue administrando sus combates hasta que en 1999 anunció su retirada de los cuadriláteros. Aunque hizo un pequeño atisbo de regreso en 2004, él mismo canceló sus planes a causa de la presión de su esposa. Desde entonces, se dedicó a crear su propia línea de parrillas para carne "George Foreman Grill" y aparecer en programas de radio. 

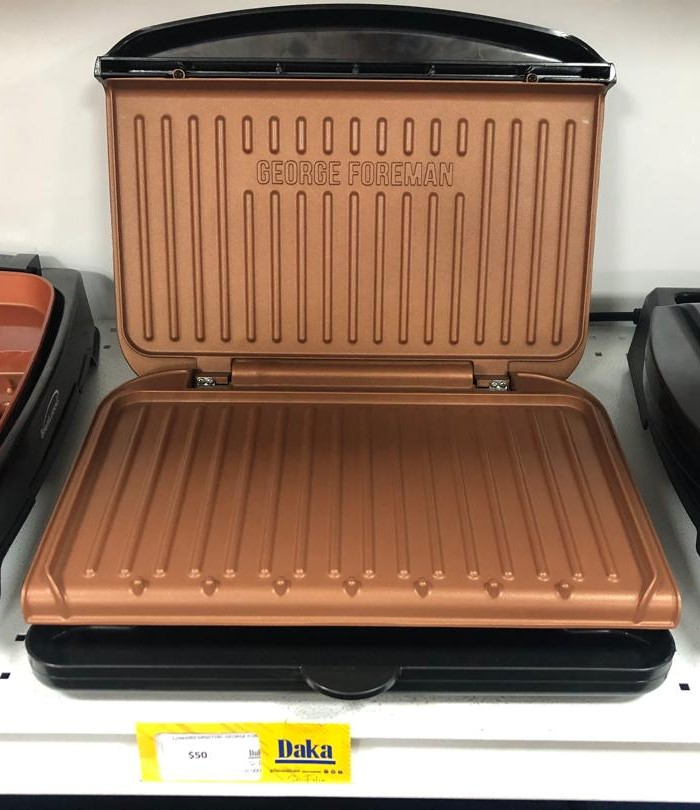
George Foreman Grill.

## Vida personal

### Parejas
1. Cynthia Lewis (1977–1979)
2. Sharon Dodson (1981–1982)
3. Andrea Serete (1982–1985)
4. Mary Joan Martelly (1985-2025)

### Fallecimiento
El 21 de marzo de 2025, falleció en su casa a la edad de 76 años. La noticia fue comunicada en redes sociales por parte de sus familiares.

## Récord profesional
| 76 Ganadas (68 nocauts, 8 decisiones), 5 Derrotas (1 nocaut, 4 decisiones), 0 Empates |        |                      |      |         |            |                                                                       |                                                                      |
| Res.                                                                                  | Récord | Rival                | Tipo | Asalto  | Día        | Lugar                                                                 | Notas                                                                |
| Derrota                                                                               | 76–5   | Shannon Briggs       | MD   | 12      | 22/11/1997 | Taj Majal Hotel & Casino, Atlantic City, Nueva Jersey, Estados Unidos | Pierde título Lineal peso pesado .                                   |
| Victoria                                                                              | 76–4   | Lou Savarese         | SD   | 12      | 26/04/1997 | Convention Center, Atlantic City, Nueva Jersey, Estados Unidos        | Retiene título Lineal peso pesado .                                  |
| Victoria                                                                              | 75–4   | Crawford Grimsley    | UD   | 12      | 03/11/1996 | Tokyo Bay NK Hall, Urayasu, Chiba, Japan                              | Retiene título Lineal peso pesado .                                  |
| Victoria                                                                              | 74–4   | Axel Schulz          | MD   | 12      | 22/04/1995 | MGM Grand, Las Vegas, Nevada, Estados Unidos                          | Retiene título mundial Lineal y FIB peso pesado.                     |
| Victoria                                                                              | 73–4   | Michael Moorer       | KO   | 10 (12) | 05/11/1994 | MGM Grand, Las Vegas, Nevada, Estados Unidos                          | Gana título mundial Lineal, AMB y FIB peso pesado.                   |
| Derrota                                                                               | 72–4   | Tommy Morrison       | UD   | 12      | 07/06/1993 | Thomas & Mack Center, Las Vegas, Nevada, Estados Unidos               | Pelea por título vacante OMB peso pesado .                           |
| Victoria                                                                              | 72–3   | Pierre Coetzer       | TKO  | 8 (10)  | 16/01/1993 | Reno-Sparks Convention Center, Reno, Nevada, Estados Unidos           |                                                                      |
| Victoria                                                                              | 71–3   | Alex Stewart         | MD   | 10      | 11/04/1992 | Thomas & Mack Center, Las Vegas, Nevada, Estados Unidos               |                                                                      |
| Victoria                                                                              | 70–3   | Jimmy Ellis          | TKO  | 3 (10)  | 07/12/1991 | Reno-Sparks Convention Center, Reno, Nevada, Estados Unidos           |                                                                      |
| Derrota                                                                               | 69–3   | Evander Holyfield    | UD   | 12      | 19/04/1991 | Convention Center, Atlantic City, Nueva Jersey, Estados Unidos        | Pelea por títulos Lineal, CMB, AMB y FIB peso pesado .               |
| Victoria                                                                              | 69–2   | Terry Anderson       | KO   | 1 (10)  | 25/09/1990 | New London Arena, Millwall, Londres, Inglaterra, Reino Unido          |                                                                      |
| Victoria                                                                              | 68–2   | Ken Lakusta          | KO   | 3 (10)  | 31/07/1990 | New London Arena, Edmonton, Alberta, Canadá                           |                                                                      |
| Victoria                                                                              | 67–2   | Adílson Rodrigues    | KO   | 2 (10)  | 16/06/1990 | Caesars Palace, Las Vegas, Nevada, Estados Unidos                     |                                                                      |
| Victoria                                                                              | 66–2   | Mike Jameson         | TKO  | 4 (10)  | 17/04/1990 | Caesars Tahoe, Stateline, Nevada, Estados Unidos                      |                                                                      |
| Victoria                                                                              | 65–2   | Gerry Cooney         | TKO  | 2 (10)  | 15/01/1990 | Convention Center, Atlantic City, Nueva Jersey, Estados Unidos        |                                                                      |
| Victoria                                                                              | 64–2   | Everett Martin       | UD   | 10      | 20/07/1989 | Convention Center, Tucson, Arizona, Estados Unidos                    |                                                                      |
| Victoria                                                                              | 63–2   | Bert Cooper          | RTD  | 2 (10)  | 01/06/1989 | Pride Pavilion, Phoenix, Arizona, Estados Unidos                      |                                                                      |
| Victoria                                                                              | 62–2   | J. B. Williamson     | TKO  | 5 (10)  | 30/04/1989 | Moody Center, Galveston, Texas, Estados Unidos                        |                                                                      |
| Victoria                                                                              | 61–2   | Manoel De Almeida    | TKO  | 3 (10)  | 16/02/1989 | Atlantis Theater, Orlando, Florida, Estados Unidos                    |                                                                      |
| Victoria                                                                              | 60–2   | Mark Young           | TKO  | 7 (10)  | 26/01/1989 | War Memorial Auditorium, Rochester, Nueva York, Estados Unidos        |                                                                      |
| Victoria                                                                              | 59–2   | David Jaco           | TKO  | 1 (10)  | 28/12/1988 | Casa Royal Hotel, Bakersfield, California, Estados Unidos             |                                                                      |
| Victoria                                                                              | 58–2   | Tony Fulilangi       | TKO  | 2 (10)  | 27/10/1988 | Civic Center, Marshall, Texas, Estados Unidos                         |                                                                      |
| Victoria                                                                              | 57–2   | Bobby Hitz           | TKO  | 1 (10)  | 10/09/1988 | The Palace, Auburn Hills, Míchigan, Estados Unidos                    |                                                                      |
| Victoria                                                                              | 56–2   | Ladislao Mijangos    | TKO  | 2 (10)  | 25/08/1988 | Lee Civic Center, Fort Myers, Florida, Estados Unidos                 |                                                                      |
| Victoria                                                                              | 55–2   | Carlos Hernández     | TKO  | 4 (10)  | 26/06/1988 | Tropicana Hotel & Casino, Atlantic City, Nueva Jersey, Estados Unidos |                                                                      |
| Victoria                                                                              | 54–2   | Frank Lux            | TKO  | 3 (10)  | 21/05/1988 | Sullivan Arena, Anchorage, Alaska, Estados Unidos                     |                                                                      |
| Victoria                                                                              | 53–2   | Dwight Muhammad Qawi | TKO  | 7 (10)  | 19/03/1988 | Caesars Palace, Las Vegas, Nevada, Estados Unidos                     |                                                                      |
| Victoria                                                                              | 52–2   | Guido Trane          | TKO  | 5 (10)  | 05/02/1988 | Caesars Palace, Las Vegas, Nevada, Estados Unidos                     |                                                                      |
| Victoria                                                                              | 51–2   | Tom Trimm            | KO   | 1 (10)  | 23/01/1988 | Sheraton Twin Towers, Orlando, Florida, Estados Unidos                |                                                                      |
| Victoria                                                                              | 50–2   | Rocky Sekorski       | TKO  | 3 (10)  | 18/12/1987 | Bally's Las Vegas, Las Vegas, Nevada, Estados Unidos                  |                                                                      |
| Victoria                                                                              | 49–2   | Tim Anderson         | TKO  | 4 (10)  | 21/11/1987 | Sports Complex, Orlando, Florida, Estados Unidos                      |                                                                      |
| Victoria                                                                              | 48–2   | Bobby Crabtree       | TKO  | 6 (10)  | 15/09/1987 | Springfield, Misuri, Estados Unidos                                   |                                                                      |
| Victoria                                                                              | 47–2   | Charles Hostetter    | KO   | 3 (10)  | 09/07/1987 | Oakland Coliseum, Oakland, California, Estados Unidos                 |                                                                      |
| Victoria                                                                              | 46–2   | Steve Zouski         | TKO  | 4 (10)  | 09/03/1987 | Arco Arena, Sacramento, California, Estados Unidos                    |                                                                      |
| Derrota                                                                               | 45–2   | Jimmy Young          | UD   | 12      | 17/03/1977 | Roberto Clemente Coliseum, San Juan, Puerto Rico                      | Pelea del año.                                                       |
| Victoria                                                                              | 45–1   | Pedro Agosto         | TKO  | 4 (10)  | 22/01/1977 | Civic Auditorium, Pensacola, Florida, Estados Unidos                  |                                                                      |
| Victoria                                                                              | 44–1   | John Dino Denis      | TKO  | 4 (10)  | 15/10/1976 | Sportatorium, Hollywood, Florida, Estados Unidos                      |                                                                      |
| Victoria                                                                              | 43–1   | Scott LeDoux         | TKO  | 3 (10)  | 14/08/1976 | Utica Memorial Auditorium, Utica, Nueva York, Estados Unidos          |                                                                      |
| Victoria                                                                              | 42–1   | Joe Frazier          | TKO  | 5 (12)  | 15/06/1976 | Nassau Coliseum, Uniondale, Nueva York, Estados Unidos                | Retiene título NABF peso pesado .                                    |
| Victoria                                                                              | 41–1   | Ron Lyle             | KO   | 5 (12)  | 24/01/1976 | Caesars Palace, Las Vegas, Nevada, Estados Unidos                     | Gana título vacante NABF peso pesado.Pelea del año.                  |
| Derrota                                                                               | 40–1   | Muhammad Ali         | KO   | 8 (15)  | 30/10/1974 | Stade du 20 Mai, Kinshasa, Zaire                                      | Pierde título mundial The Ring, CMB y AMB peso pesado.Pelea del año. |
| Victoria                                                                              | 40–0   | Ken Norton           | TKO  | 2 (15)  | 26/03/1974 | El Poliedro, Caracas, Venezuela                                       | Retiene título mundial The Ring, CMB y AMB peso pesado.              |
| Victoria                                                                              | 39–0   | Jose Roman           | KO   | 1 (15)  | 01/09/1973 | Nihon Budokan, Tokio, Japón                                           | Retiene título mundial The Ring, CMB y AMB peso pesado.              |
| Victoria                                                                              | 38–0   | Joe Frazier          | TKO  | 2 (15)  | 22/01/1973 | National Stadium, Kingston, Jamaica                                   | Gana título mundial The Ring, CMB y AMB peso pesado.Pelea del año.   |
| Victoria                                                                              | 37–0   | Terry Sorrell        | KO   | 2 (10)  | 10/10/1972 | Salt Palace, Salt Lake City, Utah, Estados Unidos                     |                                                                      |
| Victoria                                                                              | 36–0   | Miguel Ángel Páez    | KO   | 2 (10)  | 11/05/1972 | Coliseum Arena, Oakland, California, Estados Unidos                   | Gana título panamericano peso pesado.                                |
| Victoria                                                                              | 35–0   | Ted Gullick          | KO   | 2 (10)  | 10/04/1972 | Forum, Inglewood, California, Estados Unidos                          |                                                                      |
| Victoria                                                                              | 34–0   | Clarence Boone       | KO   | 2 (10)  | 07/03/1972 | Beaumont, Texas, Estados Unidos                                       |                                                                      |
| Victoria                                                                              | 33–0   | Joe Murphy Goodwin   | KO   | 2 (10)  | 29/02/1972 | Austin, Texas, Estados Unidos                                         |                                                                      |
| Victoria                                                                              | 32–0   | Luis Faustino Pires  | TKO  | 5 (10)  | 29/10/1971 | Madison Square Garden, Nueva York, Nueva York, Estados Unidos         |                                                                      |
| Victoria                                                                              | 31–0   | Ollie Wilson         | KO   | 2 (10)  | 07/10/1971 | Municipal Auditorium, San Antonio, Texas, Estados Unidos              |                                                                      |
| Victoria                                                                              | 30–0   | Leroy Caldwell       | KO   | 2 (10)  | 21/09/1971 | Beaumont, Texas, Estados Unidos                                       |                                                                      |
| Victoria                                                                              | 29–0   | Vic Scott            | KO   | 1 (10)  | 14/09/1971 | El Paso County Coliseum, El Paso, Texas, Estados Unidos               |                                                                      |
| Victoria                                                                              | 28–0   | Gregorio Peralta     | TKO  | 10 (15) | 10/05/1971 | Coliseum Arena, Oakland, California, Estados Unidos                   | Gana título vacante NABF peso pesado.                                |
| Victoria                                                                              | 27–0   | Stamford Harris      | KO   | 2 (10)  | 03/04/1971 | Playboy Club Hotel, Lake Geneva, Wisconsin, Estados Unidos            |                                                                      |
| Victoria                                                                              | 26–0   | Charlie Boston       | KO   | 1 (10)  | 08/02/1971 | Auditorium, Saint Paul, Minnesota, Estados Unidos                     |                                                                      |
| Victoria                                                                              | 25–0   | Mel Turnbow          | TKO  | 1 (10)  | 18/12/1970 | Seattle Center Arena, Seattle, Washington, Estados Unidos             |                                                                      |
| Victoria                                                                              | 24–0   | Boone Kirkman        | TKO  | 2 (10)  | 18/11/1970 | Madison Square Garden, Nueva York, Nueva York, Estados Unidos         |                                                                      |
| Victoria                                                                              | 23–0   | Lou Bailey           | TKO  | 3 (10)  | 03/11/1970 | Oklahoma City, Oklahoma, Estados Unidos                               |                                                                      |
| Victoria                                                                              | 22–0   | George Chuvalo       | TKO  | 3 (10)  | 04/08/1970 | Madison Square Garden, Nueva York, Nueva York, Estados Unidos         |                                                                      |
| Victoria                                                                              | 21–0   | Roger Russell        | KO   | 1 (10)  | 20/07/1970 | Spectrum, Filadelfia, Pensilvania, Estados Unidos                     |                                                                      |
| Victoria                                                                              | 20–0   | George Johnson       | TKO  | 7 (10)  | 16/05/1970 | Forum, Inglewood, California, Estados Unidos                          |                                                                      |
| Victoria                                                                              | 19–0   | Aaron Eastling       | TKO  | 4 (10)  | 29/04/1970 | Arena, Cleveland, Ohio, Estados Unidos                                |                                                                      |
| Victoria                                                                              | 18–0   | James J. Woody       | TKO  | 3 (10)  | 17/04/1970 | Felt Forum, Nueva York, Nueva York, Estados Unidos                    |                                                                      |
| Victoria                                                                              | 17–0   | Rufus Brassell       | TKO  | 1 (10)  | 31/03/1970 | Sam Houston Coliseum, Houston, Texas, Estados Unidos                  |                                                                      |
| Victoria                                                                              | 16–0   | Gregorio Peralta     | UD   | 10      | 16/02/1970 | Madison Square Garden, Nueva York, Nueva York, Estados Unidos         |                                                                      |
| Victoria                                                                              | 15–0   | Jack O'Halloran      | KO   | 5 (10)  | 26/01/1970 | Madison Square Garden, Nueva York, Nueva York, Estados Unidos         |                                                                      |
| Victoria                                                                              | 14–0   | Charley Polite       | KO   | 4 (10)  | 06/01/1970 | Sam Houston Coliseum, Houston, Texas, Estados Unidos                  |                                                                      |
| Victoria                                                                              | 13–0   | Gary Hobo Wiler      | TKO  | 1 (10)  | 18/12/1969 | Seattle Center Coliseum, Seattle, Washington, Estados Unidos          |                                                                      |
| Victoria                                                                              | 12–0   | Levi Forte           | UD   | 10      | 16/12/1969 | Auditorium, Miami Beach, Florida, Estados Unidos                      |                                                                      |
| Victoria                                                                              | 11–0   | Bob Hazelton         | TKO  | 1 (6)   | 06/12/1969 | International Hotel & Casino, Las Vegas, Nevada, Estados Unidos       |                                                                      |
| Victoria                                                                              | 10–0   | Max Martinez         | KO   | 2 (10)  | 18/11/1969 | Sam Houston Coliseum, Houston, Texas, Estados Unidos                  |                                                                      |
| Victoria                                                                              | 9–0    | Leo Peterson         | KO   | 4 (8)   | 05/11/1969 | Scranton, Pensilvania, Estados Unidos                                 |                                                                      |
| Victoria                                                                              | 8–0    | Roberto Davila       | UD   | 8       | 31/10/1969 | Madison Square Garden, Nueva York, Nueva York, Estados Unidos         |                                                                      |
| Victoria                                                                              | 7–0    | Vernon Clay          | TKO  | 2 (6)   | 07/10/1969 | Sam Houston Coliseum, Houston, Texas, Estados Unidos                  |                                                                      |
| Victoria                                                                              | 6–0    | Roy Wallace          | KO   | 2 (6)   | 23/09/1969 | Sam Houston Coliseum, Houston, Texas, Estados Unidos                  |                                                                      |
| Victoria                                                                              | 5–0    | Johnny Carroll       | KO   | 1 (8)   | 18/09/1969 | Seattle Center Coliseum, Seattle, Washington, Estados Unidos          |                                                                      |
| Victoria                                                                              | 4–0    | Chuck Wepner         | TKO  | 3 (10)  | 18/08/1969 | Madison Square Garden, Nueva York, Nueva York, Estados Unidos         |                                                                      |
| Victoria                                                                              | 3–0    | Sylvester Dullaire   | TKO  | 1 (6)   | 14/07/1969 | Rosecroft Raceway, Oxon Hill, Maryland, Estados Unidos                |                                                                      |
| Victoria                                                                              | 2–0    | Fred Askew           | KO   | 1 (6)   | 01/07/1969 | Houston, Texas, Estados Unidos                                        |                                                                      |
| Victoria                                                                              | 1–0    | Don Waldheim         | TKO  | 3 (6)   | 23/06/1969 | Madison Square Garden, Nueva York, Nueva York, Estados Unidos         | Debut profesional.                                                   |